# Воронцов-Вельяминов, Николай Павлович
Николай Павлович Воронцов-Вельяминов (1823—1901) — попечитель Харьковского учебного округа. Тайный советник.

## Биография
Родился 18 февраля (2 марта) 1823 года в семье Павла Петровича Воронцова-Вельяминова (1795—1869) и его жены Александры Рахомовны, урождённой Князевой. У них было десять детей: 8 сыновей и две дочери.
Окончил Московский кадетский корпус и Михайловское артиллерийское училище.
Начал службу 22 июля 1840 года. В период реформ Александра II был назначен председателем Люблинской комиссии по крестьянским делам. В 1869 году был награждён майоратом в Царстве Польском. Затем был помощником попечителя Варшавского учебного округа; весной 1866 года был произведён в чин действительного статского советника.
В чин тайного советника был произведён 1 января 1879 года. С 30 декабря 1884 года занимал должность попечителя Харьковского учебного округа.
Умер в 1901 году.
Был женат. Имел двух сыновей — Александра и Алексея (1859—?).

## Награды
- орден Св. Анны 2-й ст. с императорской короной (1871)
- орден Св. Владимира 3-й ст. (1874)
- орден Св. Станислава 1-й ст. (1876)
- орден Св. Анны 1-й ст. (1883)
- орден Св. Владимира 2-й ст. (1887)
- орден Белого Орла (1890)